# أراك هندي
أراك هندي (الاسم العلمي:Salvadora indica) هو نوع غير مؤكد من النباتات يتبع جنس الأراك من الفصيلة الأراكية.